# Cassida lawrencei
Cassida lawrencei es un coleóptero de la familia Chrysomelidae.
Fue descrita científicamente en 1990 por Borowiec.